# Mussaenda alicia
Mussaenda alicia é uma espécie de planta da família Rubiaceae e do gênero Mussaenda.
Conhecido popularmente como Mussaenda rosa,Mussaenda arbustiva ou Mussaenda rosa arbustiva.
Espécie nativa da Ásia,onde ela pode chegar em uma altura aproximada de 2 a 3 metros.